# 文化祭

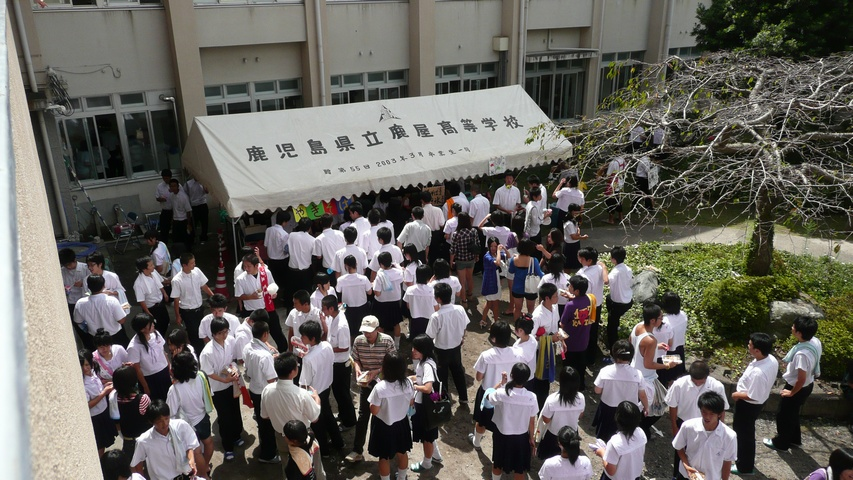
高中的文化祭。学生模拟开设商店的场景，并从而吸引众多参与者。

文化祭（日语：／ bunkasai），又稱學園祭（学園祭）、學校祭（学校祭）、學院祭（学院祭），在中文地區亦稱園遊會，具體名稱要根据學校。是以展示幼儿、儿童和学生日常活动及艺术成就为目的的学校活动，大多出现在日本。有入学意愿或对该学校感兴趣的人可以进入学校，了解学校的成就和风气。文化祭通常会开放公众入場，特别是高中及大学举办的文化祭。

## 定义
根据日本文部科学省的学习指导要领所写，文化祭是学校的特别活动之一，其致力于通过展现日常学习成果来提高学生的积极性。
文化祭是小学、國中及高中日常课程的一部分，并作为毕业門檻强制学生參與。在大学，文化祭视为课外活动，因此不强制学生參與。
大多数学校会在日本节日文化日（11月3日）前后举办文化祭，通常在周六日进行。

## 内容及意义

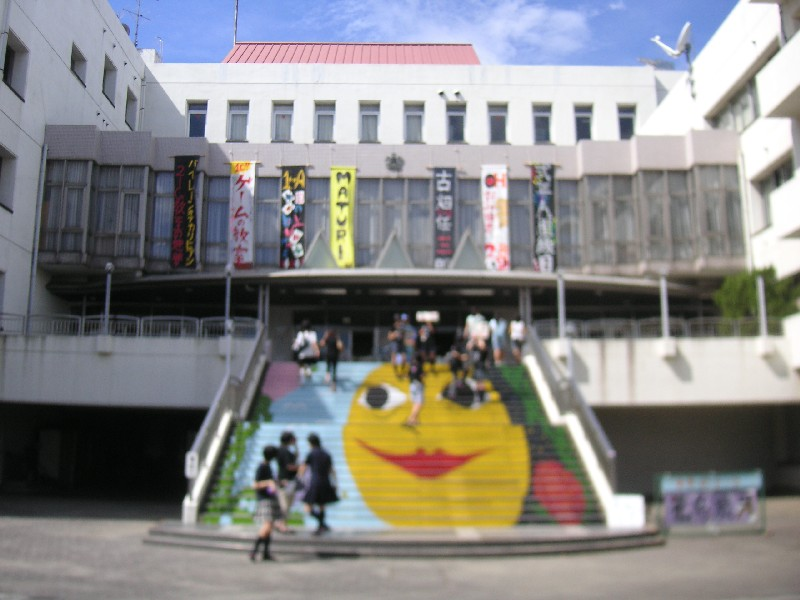
高中的文化祭。学校学生可以在指定范围内进行装饰。